# Čuje se glas
Čuje se glas četvrti je album pjevačice Nede Ukraden izdan 1981. godine za ljubljansku radioteleviziju kao LP ploča i kazeta.

## Popis pjesama
1. Čuje se glas (2:31)
2. Zora rudi (2:56)
3. Hajde bolan, ne luduj! (Koji ti je vrag?) (5:08)
4. Ljubavi, ljubavi (4:00)
5. Kakav li će to dan biti (3:40)
6. Umire ljeto (3:40)
7. Maj (3:06)
8. Moja mala soba (4:13)
9. Suze tvoga lica (3:37)
10. Što su polju cvjetovi	(3:42)

## O albumu
Album "Čuje se glas" izdan je 1981. godine. Najzapaženija pjesma albuma bio je hit singl Umire ljeto. Iste godine Neda zajedno s Jadrankom Stojaković i Ismetom Dervoz-Krvavac, biva izabrana da pjeva prateće vokale u Vajtinoj pjesmi Lejla, koja je predstavljala Jugoslaviju na Euroviziji.

## Vanjske poveznice
- Album "Čuje se glas" na www.discogs.com